# Abia de las Torres
Abia de las Torres is een gemeente in de Spaanse provincie Palencia in de regio Castilië en León met een oppervlakte van 27,16 km². Abia de las Torres telt 181 inwoners (1 januari 2016).

## Demografische ontwikkeling
Bron: INE, 1857-2011: volkstellingen